# Owen Teague
Owen William Teague (Tampa, Flórida, 8 de dezembro de 1998) é um ator norte-americano, conhecido por seus papéis em Bloodline (2015) e no episódio "Arkangel" da quarta temporada de Black Mirror (2017). Teague também apareceu como Patrick Hockstetter nos dois filmes: It: Chapter One e It Chapter Two, e teve papéis importantes no drama Every Day e no thriller I See You. Ele interpretou Harold Lauder na adaptação da minissérie de 2020 de The Stand.

## Biografia
Teague nasceu e foi criado em Tampa, Flórida. Ele foi membro do Movie Makers Club no Macfarlane Park Bacharelado Internacional Elementary e do thespian club e orquestra da Howard W. Blake High School School of the Arts, ambos em Tampa.

## Filmografia

### Cinema
| Ano  | Título                                  | Papel               |
| ---- | --------------------------------------- | ------------------- |
| 2013 | Contest                                 | Bobby Butler        |
| 2014 | La Belle: the Ship That Changed History | Self                |
| 2015 | Echoes of War                           | Samuel Riley        |
| 2015 | Walt Before Mickey                      | Young Walt          |
| 2015 | Wild in Blue                            | Young Charlie       |
| 2016 | Cell                                    | Jordan              |
| 2017 | It                                      | Patrick Hockstetter |
| 2018 | Every Day                               | Alexander / A       |
| 2019 | I See You                               | Alec                |
| 2019 | Inherit the Viper                       | Boots Conley        |
| 2019 | It Chapter Two                          | Patrick Hockstetter |
| 2019 | Mary                                    | Tommy               |
| 2020 | The Empty Man                           | Duncan West         |
| 2021 | Montana Story                           | Cal                 |
| 2022 | Gone in the Night                       | Al                  |
| 2022 | To Leslie                               | James               |
| 2023 | Eileen                                  | Randy               |
| 2023 | You Hurt My Feelings                    | Elliot              |
| 2023 | Reptile                                 | Rudy Rackozy        |
| 2024 | Kingdom of the Planet of the Apes       | Noa                 |

### Televisão
| Ano       | Título            | Papel                       |
| --------- | ----------------- | --------------------------- |
| 2012      | Malibu Country    | Jack                        |
| 2013      | CollegeHumor      | Mitch                       |
| 2013      | NCIS: Los Angeles | Alex Fryman                 |
| 2014      | Reckless          | Jacob                       |
| 2015      | Bones             | Jesse                       |
| 2015–2017 | Bloodline         | Nolan Rayburn / Young Danny |
| 2016      | Mercy Street      | Otis                        |
| 2017      | Black Mirror      | Trick                       |
| 2019      | Mrs. Fletcher     | Julian Spitzer              |
| 2020–2021 | The Stand         | Harold Lauder               |